# ليتوانيا واليورو

الدول الأعضاء في الاتحاد الأوروبي

  في منطقة اليورو
  ضمن ERM II، دون استثناء (بلغاريا)
  ضمن ERM II، بموجب استثناء (الدنمارك)
  ليست ضمن ERM II،لكن ستنضم عند تحقيق معايير التحول إلى اليورو (جمهورية التشيك ‏، المجر ‏، بولندا ‏، رومانيا ‏، والسويد ‏)

دول ليست أعضاء في الاتحاد الأوربي

  تستخدم اليورو وفق اتفاقية (أندورا، موناكو، سان مارينو، الفاتيكان وأندورا)
  تستخدام اليورو من جانب واحد (كوسوفو والجبل الأسود)

انضمت ليتوانيا إلى منطقة اليورو باعتبارها دولة عضو في الاتحاد الأوروبي بتاريخ 1 يناير 2015 من خلال اعتمادها اليورو كعملة رسمية بدلاً من الليتاس. وهذا جعلها آخر دولة من دول البلطيق الثلاث التي تعتمد اليورو بعد إستونيا ‏ (2011) ولاتفيا (2014). قبل ذلك، كانت عملتها الليتاس مرتبطة باليورو عند سعر 3.4528 ليتاس لكل 1 يورو.

## تاريخ
يتعين على جميع الدول الأعضاء في الاتحاد الأوروبي باستثناء الدنمارك بموجب المعاهدة الانضمام إلى منطقة اليورو بمجرد استيفاء معايير اقتصادية معينة. شارك الليتاس الليتواني في آلية سعر الصرف الأوروبية بتاريخ 28 يونيو 2004، وتم ربطه باليورو بسعر 3.45280 ليتا لكل 1 يورو. لقد حددت ليتوانيا في البداية الأول من يناير 2007 موعداً مستهدفاً لاعتماد اليورو، وفي مارس 2006 طلبت من المفوضية الأوروبية والبنك المركزي الأوروبي إجراء تقييم لمدى استعدادها لتبني العملة. وذكر تقرير المفوضية أن ليتوانيا أربعة من المعايير الخمسة، حيث بلغ متوسط التضخم السنوي 2.7%، متجاوزا الحد الأقصى المسموح به والبالغ 2.6%. ونتيجة لذلك خلصت المفوضية إلى أنه لا ينبغي أن يكون هناك أي تغيير في الوقت الحاضر في وضع ليتوانيا كدولة عضو مع استثناء. ليتوانيا هي الدولة الوحيدة التي تم رفض طلبها باعتماد اليورو بعد طلب التحقق من معايير التحول.
وافقت الحكومة في ديسمبر 2006 على خطة جديدة، مما أدى إلى تأجيل تاريخ اعتمادها المتوقع إلى ما بعد عام 2010 بسبب التضخم. صرح رئيس الوزراء غيديميناس كيركيلاس في عام 2007 أنه يأمل في تبني اليورو بحلول عام 2010-2011. وقد أدى ارتفاع معدلات التضخم بشكل عام، والذي وصل إلى ذروته عند 12.7% في يونيو 2008 (وهو معدل أعلى بكثير من الحد الأقصى في ذلك الوقت البالغ 4.2%)، إلى تأخير تبني ليتوانيا لليورو. وبحلول وقت أزمة الديون الأوروبية في عام 2010، تم تأجيل تاريخ التحول المتوقع إلى عام 2014. أعربت ليتوانيا عن اهتمامها باقتراح من صندوق النقد الدولي بأن تتمكن الدول غير القادرة على تلبية معايير ماستريخت من "تبني اليورو جزئيًا"، من خلال استخدام اليورو ولكن دون الحصول على مقعد في البنك المركزي الأوروبي. وقد أبرزت المقابلات التي أجريت مع وزير الخارجية في مايو 2012 ورئيس الوزراء في أغسطس 2012 أن ليتوانيا لا تزال تهدف إلى تبني اليورو، ولكنها لن تحدد موعداً مستهدفاً حتى تتضح حالة منطقة اليورو بعد الأزمة.
خلال حملة الانتخابات البرلمانية الليتوانية عام 2012، أفادت التقارير أن الحزب الديمقراطي الاجتماعي يفضل تأخير اعتماد اليورو لبداية العام 2015 بدلاً من الهدف السابق المحدد في بداية العام 2014. وعندما انتهت الجولة الثانية من الانتخابات في أكتوبر، فاز الديمقراطيون الاجتماعيون وحزب العمال وحزب النظام والعدالة بالأغلبية وشكلوا الحكومة الجديدة، وكان من المتوقع أن تقبل أحزاب الائتلاف التأخير المقترح في اعتماد اليورو.
عندما قدم رئيس الوزراء ألجيرداس بوتكيفيسيوس حكومته الجديدة في ديسمبر، تم ذكر الانضمام إلى منطقة اليورو في أقرب وقت ممكن باعتباره إحدى الأولويات الرئيسية للحكومة. قال رئيس الوزراء: "إن يناير 2015 هو تاريخ مناسب. ولكن قد تسفر الأمور أيضًا عن محاولة تبني اليورو في لاتفيا في يناير 2014. فلندع الربع الأول (من عام 2013) يمر، وسنفكر في الأمر". ومع ذلك، أعلن رئيس الوزراء في يناير 2013 أن الحكومة وبنك ليتوانيا اتفقا على تاريخ مستهدف في بداية العام 2015. في فبراير 2013 وافقت حكومة ليتوانيا على خطة لاعتماد اليورو في عام 2015. أكد كلاً من رئيس الوزراء ورئيس البرلمان بشكل علني في منتصف يناير 2014 على الحاجة إلى اعتماد اليورو في بداية العام 2015.
وفقًا للأرقام الصادرة عن بنك ليتوانيا، فقد استوفت ليتوانيا 4 من المعايير الخمسة بحلول أكتوبر 2013، وكان الاستثناء هو العجز الحكومي بنسبة 3.2% من الناتج المحلي الإجمالي الذي تجاوز الحد الأقصى المسموح به والبالغ 3.0%. وتوقعت الحكومة الليتوانية أن ينخفض هذا المعدل إلى 2.9% بحلول الربع الأول من عام 2014. أعطت لجنة الشؤون الاقتصادية والنقدية في البرلمان الأوروبي في أبريل 2014 موافقتها الأولية على انضمام ليتوانيا إلى منطقة اليورو في 1 يناير 2015 وذلك بعد أن خلصت إلى أن البلاد كانت متوافقة مع جميع المعايير وفقًا للبيانات الاقتصادية للأشهر الأولى من عام 2014. وافق برلمان ليتوانيا على قانون التحول إلى اليورو في أبريل 2014، وجدت المفوضية الأوروبية في تقريرها الذي صدر في 4 يونيو أن البلاد استوفت معايير التحول. ولم يتوصل البنك المركزي الأوروبي إلى قرار بشأن ما إذا كانت البلاد مستعدة للانضمام إلى منطقة اليورو. صوت البرلمان الأوروبي في 16 يوليو لصالح اعتماد ليتوانيا لليورو. وفي 23 يوليو وافق مجلس الاتحاد الأوروبي على القرار، مما مهد الطريق أمام ليتوانيا لتبني اليورو في 1 يناير 2015.

## الرأي العام
أظهر استطلاع للرأي أجرته مؤسسة يوروباروميتر في أبريل 2013 أن 41% من الليتوانيين يؤيدون التحول إلى اليورو، بينما يعارض ذلك 55% من الليتوانيين. كان هذا انخفاضًا في الدعم بنسبة 3% عن العام السابق. بالمقابل أظهر استطلاع آخر أجرته ذات المؤسسة في سبتمبر 2014 أن 49% من سكان ليتوانيا يعارضون تبني اليورو بينما يؤيده 47%.
أنتجت استطلاعات الرأي التي أجريت في الفترة التي سبقت اعتماد اليورو مجموعة مختلطة من النتائج. حيث أظهر استطلاع للرأي أجرته مؤسسة Baltic Surveys في مقابلات وجهاً لوجه لصالح حزب "أوروبيون متحدون من أجل الديمقراطية" المتشكك في الاتحاد الأوروبي في الفترة بين 14 و24 نوفمبر أن 49% من الليتوانيين لا يتفقون مع قرار الحكومة بتبني اليورو، بينما وافق على هذا القرار 26% من الليتوانيين (5% منهم يؤيدون القرار بشكل كامل، و21% منهم يؤيدون القرار إلى حد ما). وقال 57% من المشاركين في الاستطلاع إن الحكومة تصرفت بشكل خاطئ عندما سعت لاعتماد اليورو دون إجراء استفتاء شعبي حول هذا الموضوع. ومع ذلك أظهر استطلاع للرأي أجرته شركة Berent Research Baltic لصالح بنك ليتوانيا في الفترة ما بين 3 و26 نوفمبر أن 53% من السكان يؤيدون العملة الجديدة بينما أبدى 39% تشككهم.

## تصميم العملة المعدنية
تتشارك تصميمات العملات المعدنية الليتوانية في الجانب الوطني منها تصميماً واحدا لجميع الفئات بإضافة شعار الدولة واسمها "Lietuva". تم الإعلان عن التصميم في 11 نوفمبر 2004 بعد استطلاع للرأي العام أجراه بنك ليتوانيا. قام النحات أنتاناس زوكاوسكاس بإجراء التصميم.  الفرق الوحيد بين العملات المعدنية هو أن العملات المعدنية من فئة يورو واحد واثنين يورو لها خطوط عمودية على الدائرة الخارجية، والعملات المعدنية من فئة خمسين وعشرين وعشرة سنتات لها خطوط أفقية على الدائرة الخارجية، والعملات المعدنية من فئة خمسة وسنتين وسنت واحد ليس لها خطوط على الدائرة الخارجية  في يناير 2014، تم الإعلان أن جميع العملات المعدنية ستحمل الرقم "2015" للإشارة إلى عام اعتماد اليورو في ليتوانيا. تم اختيار دار سك العملة الليتوانية لإنتاج العملات المعدنية. 
بالنسبة للتصاميم على الجانب المشترك والوصف التفصيلي للعملات المعدنية، انظر نقود اليورو المعدنية.
| €0.01         | €0.02 | €0.05                                                            |
| ------------- | ----- | ---------------------------------------------------------------- |
|               |       |                                                                  |
| شعار ليتوانيا |       |                                                                  |
| €0.10         | €0.20 | €0.50                                                            |
|               |       |                                                                  |
| شعار ليتوانيا |       |                                                                  |
| €1.00         | €2.00 | النص على حافة €2                                                 |
|               |       | "LAISVĖ, VIENYBĖ, GEROVĖ" "حرية، وحدة، ازدهار" باللغة الليتوانية |
| شعار ليتوانيا |       |                                                                  |

## الانضمام إلى منطقة اليورو

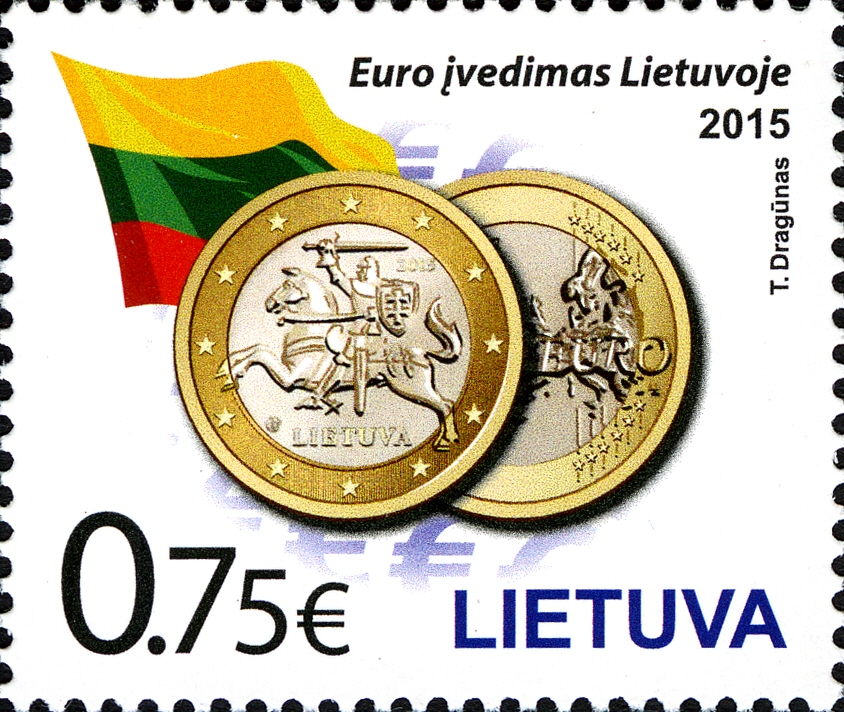
عملات ليتوانيا - 2015

انضمت ليتوانيا رسميًا إلى منطقة اليورو في منتصف ليل يوم 1 يناير 2015، حيث عرض البنك المركزي الليتواني سعر صرف قدره 3.4528 ليتاس ليتواني لكل واحد يورو. مباشرة بعد بداية العام الجديد قام رئيس الوزراء بوتكيفيسيوس بأول سحب نقدي باليورو في تاريخ البلاد. وذكرت التقارير أن جميع ماكينات الصرف الآلي في البلاد تقريبا ستقوم بصرف اليورو خلال 30 دقيقة من بداية العام الجديد. وفي بروكسل تم تزيين مبنى المفوضية الأوروبية بلافتة ترحب بانضمام ليتوانيا إلى منطقة اليورو.
أوصت المفوضية الأوروبية في نوفمبر 2014 بأن تمدد ليتوانيا فترة العرض الإلزامي للسعر المزدوج المطلوبة قانونًا لمدة ستة أشهر إضافية بحيث تستمر حتى 31 ديسمبر 2015. لم تعتمد ليتوانيا هذه التوصية وانتهى عرض السعر المزدوج الملزم قانوناً في الأول من يوليو 2015.

### تناوب حقوق التصويت في مجلس محافظي البنك المركزي الأوروبي
في 17 يونيو 2014 أصدر البنك الاتحادي الألماني بياناً جاء فيه أن "ليتوانيا قد تتسبب في تناوب حقوق التصويت في مجلس محافظي البنك المركزي الأوروبي. ومن المؤكد تقريباً أن إدخال اليورو في هذه الدولة الصغيرة المطلة على بحر البلطيق في بداية العام المقبل من شأنه أن يتسبب في أن يصبح عدد محافظي البنوك المركزية الوطنية في مجلس محافظي البنك المركزي الأوروبي 18 محافظاً وذلك للمرة الأولى. ومن شأن هذا أن يؤدي إلى تغيير إجراءات التصويت المصممة لضمان إمكانية اتخاذ القرارات بفعالية في ظل نظام اليورو المتنامي. ومن شأن هذا أن يمهد الطريق لإدخال نظام تصويت معدّل مماثل لنظام الاحتياطي الفيدرالي الأميركي".